# Theo de Graaf (KVP)
Theodorus Matheus Johanna (Theo) de Graaf (Rijen, 27 november 1912 - Nijmegen, 15 januari 1983) was een Nederlands Tweede Kamerlid en burgemeester.

## Levensloop

### Opleiding
De Graaf werd geboren in Rijen, waar zijn vader werkte als administrateur bij een lederfabriek. Hij behaalde zijn gymnasium-a diploma aan het R.K. St. Norbertuslyceum te Roosendaal in 1931. Daarna studeerde hij indologie aan de Rijksuniversiteit Utrecht, waar hij in 1935 afstudeerde. Een jaar later behaalde hij aldaar ook zijn doctoraal examen Indisch recht. Hij studeerde in de crisisjaren met een beurs en studeerde tegelijkertijd af met de latere minister Theo Bot.

### Periode in Nederlands-Indië
In 1937 vertrok hij naar het toenmalige Nederlands-Indië, waar hij ambtenaar werd in het kantoor van de president van de Raad van Justitie te Semarang van 1937 tot 1938. Van 1938 tot december 1942 werkte hij in het kantoor van de president van de Landsrechter te Bandoeng als griffier en later plaatsvervangend rechter. Eind december 1941 werd hij benoemd tot reserve-eerste-luitenant bij de infanterie en vocht tegen de Japanse bezetter. Hij werd krijgsgevangen gemaakt en veroordeeld tot de dood. Het vonnis werd echter niet uitgevoerd en De Graaf werd gevangengezet in een kamp op Java van maart 1942 tot hij bevrijd werd in augustus 1945. Daarna werd hij souschef van het bureau van de Geheime Dienst van de Nederlandse Strijdkrachten te Bandoeng van september 1945 tot maart 1946.

### Werkzaamheden na de oorlog
De Graaf, lid van de Katholieke Volkspartij (KVP), keerde terug naar Nederland eind 1946 waar hij benoemd werd tot burgemeester van Maasdriel, wat hij van 1 december 1946 tot 16 november 1948 deed.
Op 21 september 1948 werd hij namens de KVP gekozen tot lid van de Tweede Kamer der Staten-Generaal wat hij met een kleine onderbreking in 1956 tot 5 juni 1963 zou blijven. Hij was als parlementariër woordvoerder Overzeese Gebiedsdelen (vooral Nederlands-Indië en Nieuw-Guinea) en behoorde in 1963 tot de minderheid van zijn fractie die vóór een motie-Van Someren-Downer (VVD) stemde inzake een commerciële tweede televisiezender.
Hij stond bekend als een gezaghebbend woordvoerder over Indonesië en Nieuw-Guinea en was vaak veel progressiever dan zijn eigen fractie. Hij vond dat minister Joseph Luns had moeten aftreden toen diens Indonesiëbeleid gefaald had.
Op 16 november 1950 werd hij benoemd tot burgemeester van Lisse waar hij achttien jaar, tot 16 januari 1968 zou blijven en waar hij medeverantwoordelijk was voor het ontwikkelen van de Keukenhof tot internationale toeristische trekpleister. Daarna, toen hij geen Kamerlid meer was, werd hij burgemeester van Nijmegen tot zijn pensioen, op 1 december 1977. Na zijn pensionering was hij nog waarnemend burgemeester van Geertruidenberg van 10 april tot 1 december 1978.
De Graaf werd zijn gehele loopbaan gewaardeerd als een degelijk, solide en betrouwbare politicus en bestuurder.

### Nevenfuncties
De Graaf vervulde tijdens zijn leven vele nevenfuncties. Hij was:
- voorzitter R.K. Reclasseringsvereniging in Nederlands-Indië vanaf 1939;
- voorzitter federatie van Nederlands-Indische reclasseringsinstellingen;
- voorzitter sociaal-culturele commissie Bommelerwaard, omstreeks 1950;
- tweede voorzitter Garantiewetcommissie burgerlijk overheidspersoneel Indonesië, van 1950-1968;
- bestuurslid Stichting Culturele samenwerking Nederland-Indonesië, Suriname en de Nederlandse Antillen;
- hoofdbestuurslid Indische Missievereniging;
- plaatsvervangend lid Kiesraad, van 1 november 1952 tot 1 april 1963;
- algemeen bestuurslid E.T.I. (Economisch Technologisch Instituut) voor Zuid-Holland;
- voorzitter A-Kring Zuid-Holland Bescherming Bevolking;
- voorzitter Stichting Nationale Bloemententoonstelling 'De Keukenhof' tot 15 januari 1968.

Als Kamerlid was hij ambtshalve voorzitter van vele vaste en tijdelijke Kamercommissies. Ook was hij vaste medewerker van het blad De Maasbode en hield hij radiolezingen over Indonesië.

### Verdere personalia
Hij was getrouwd met Wilhelmina Theling en kreeg met haar acht kinderen, van wie er twee op jonge leeftijd overleden. Hij is de vader van oud-minister Thom de Graaf, die net als zijn vader burgemeester van Nijmegen is geworden.

## Onderscheiding
- Ridder in de Orde van de Nederlandse Leeuw (29 april 1960)

- Biografisch Portaal: 09767865
- Nederlandse Thesaurus van Auteursnamen: 074389912
- Parlement.com: vg09ll175nur
- Virtual International Authority File: 282921509
- WorldCat: E39PBJpYpQRB6GFgmvjkDrdmh3